# Crystal Space
Crystal Space är ett ramverk för utveckling av 3D-applikationer i C++. 
Projektet startades av Jorrit Tyberghein och flera andra har bidragit med utvecklingen. Projektet startades 26 augusti 1997. Oftast används Crystal Space som spelmotor men kan användas till vilken typ av 3D-program som helst. Det är väldigt portabelt och kan köras på Microsoft Windows, Mac OS, GNU/Linux och andra Unix-liknande system. Crystal Space är även fri programvara och använder GNU Lesser General Public License.
Crystal Space är skrivet i objektorienterad C++ och bygger på en arkitektur som använder sig av näst intill helt oberoende plugin:er. Crystal Space kan även använda sig av assemblerrutiner med hjälp av NASM och MMX.